# Radio Fan (Poznań)
Radio Fan – polska regionalna rozgłośnia radiowa, nadająca w Poznaniu na częstotliwości 100,2 MHz, w latach 1994–2000.

## Historia
Rozpoczęła nadawanie 5 listopada 1994. Początkowa nazwa Radio Winogrady została po dwóch latach zmieniona na Radio Fan.
Radio miało siedzibę w Poznaniu w akademiku  Akademii Rolniczej przy ulicy Dożynkowej 9G. W tym samym budynku był nadajnik oraz na jego dachu umieszczona antena nadawcza.
Koniec nadawania programu to 30 listopada 2000.
Następnie częstotliwość 100,2 MHz zaczęło wykorzystywać Polskie Radio 24.